# Stoßrudern
Stoßrudern ist eine mittelalterliche Rudertechnik, bei der der Ruderer im Heck seines Bootes steht und in Fahrtrichtung blickt. Das Stoßruder ist am Heck des Bootes in einer flexiblen Schlaufe gelagert.
In der Ausgangsstellung hält der Ruderer das Stoßruder senkrecht ins Wasser. Dabei steht das Ruderblatt im 90°-Winkel zur Längsachse des Bootes. Bewegt der Ruderer nun den oberen Schaft in Richtung Bug, so drückt er hierdurch das im Wasser befindliche Blatt nach hinten/oben und es entsteht Vortrieb. Um möglichst wenig Vortrieb zu verlieren, dreht der Ruderer das Stoßruder am Ende der Bewegung um 90° und führt das Blatt parallel zur Längsachse des Bootes unter Wasser in die Ausgangsstellung zurück, wo er es erneut drehen muss. Das Steuern des Bootes ist durch den Rudervorgang möglich.
Der älteste archäologische Nachweis der Stoßrudertechnik datiert aus der Latènezeit bei Dürrnberg in Österreich.